# 時代劇ニュース オニワバン!
『時代劇ニュース オニワバン!』（じだいげきニュース オニワバン）は、時代劇専門チャンネルで2012年11月5日から2016年6月26日まで毎週放送されていた情報番組（番宣番組）。リピート放送あり。全188回。

## 概要
2012年10月改編で放送終了した『時代劇最新情報番組「瓦版」』の後継番組。近日放送する作品の見所紹介を中心に、時代劇に関する旬な話題を届ける。進行役は時代劇ファンであり、自身も時代劇出演経験のあるえなりかずき。ご意見番として『鬼平犯科帳』などのテレビ時代劇プロデューサーの能村庸一、アシタントを築山可奈が務める。なお、2015年4月改編からアシタントが築山から森田涼花に交替。また、能村は前月に放送終了した『時代劇おもしろ雑学「虎之巻」』に引き続いてのチャンネルオリジナル番組出演となる。
2015年7月26日（第141回）から放送時間が10分から45分に拡大、下記の新コーナーや収録スタジオの拡張など大幅に変更され、リニューアルしてからの最初のゲストは千葉真一が招かれた。

## 番組の終焉とその後
チャンネル視聴者のみならず、時代劇ファンからの人気も高かった同番組であったが、2016年6月26日初回放送分（最終放送は2016年7月2日）を以て2年8ヶ月の歴史に幕を閉じた。なお、同年7月以降はチャンネル編成の関係上、後継番組は当分の間制作されず、同年7月3日から放送が開始されるミニ番組『読む!時代劇』に於いて、同チャンネルで放送予定の作品の原作小説が紹介される予定である。

## 出演
- えなりかずき - 進行役
- 能村庸一 - ご意見番
- 築山可奈（#1-124） - 初代アシスタント
- 森田涼花 (#125-188) - 2代目〃

コーナー出演
- 東島衣里（#79,81,82,85,95,99,108） - 時代劇川柳ほか
- 春風亭三朝 (#141-188) - 超ヤバいみどころ
- 蟹江一平 (#141-188) - 江戸三百藩献上品探訪
- 坂本頼光（#143-188） - ピカッとみどころ

スタジオゲスト
※は「時代劇サロン」ゲスト
- 松平健（#9）
- 大浦龍宇一（#10）
- すわ親治（#18）
- 渡辺大（#35）
- 真野響子（#44,45）
- 加藤剛（#50）
- 仲雅美（#70）
- 黒沢年雄（#76）
- 国広富之（#94）
- 甲本雅裕（#95）
- 中村梅雀（#97,98）
- 三田村邦彦（#104,105）
- 松村邦洋（#110）
- 北山たけし、山口ひろみ（#112）
- ジュディ・オング（#120）
- 益岡徹（#128）
- 丘みつ子（#131）
- 若（着ぐるみ）（#138）
- 千葉真一（#141,142）※
- 山本耕史（#143,144）
- 田村亮 (#146,147）※
- 中村梅之助（#149）※
- 品川隆二（#150）
- 蟹江一平（#153）
- 林与一（#154）※
- 中島貞夫（#155,156）※
- 中尾彬（#158）
- 藤田弓子（#159,168）※
- 草刈正雄（#163）
- 林徹（#164）
- 宇仁貫三（#165,169）※
- 村上弘明（#170,171）※
- 伊吹吾郎（#172,176）※
- 金子成人（#177）※
- 土田早苗（#178）※
- 滝田栄（#182,183）※

## コーナー
- 見たい！知りたい！聞きたい！

来週放送される作品の中から毎回1つをピックアップ。作品の解説を中心に撮影秘話や出演者インタビューなどをまじえて見所を紹介していく。時に築山可奈（あるいは森田涼花）が作品のロケ地やゆかりの地をリポートしたり、関係者にインタビューを行う（VTR）。
- 時代劇川柳

時代劇をテーマに視聴者から寄せられた川柳を、えなりが一句詠んで感想を述べる。採用者には局オリジナルグッズ（特製若扇子）を進呈。前番組『瓦版』からの踏襲企画。2013年以降毎年最後の放送では、「2013時代劇川柳大賞」として1年間の投稿作品の中から出演者3人が選んだ大賞を決定。投稿者にはオニワバン特製楯が贈呈された。
- おしえてオニワバン！

番組に寄せられた視聴者からの質問に答える。第17回から不定期実施。
- 能村庸一がこっそり教える時代劇スターが愛した場所

能村が京都の太秦界隈に今も残るお店を紹介する。第20回より不定期実施。
- 時代劇情報

近日公開の映画やテレビ時代劇など、時代劇専門チャンネル以外の時代劇に関する話題をVTRで紹介。
- 超ヤバい（ピカッと）みどころ

時代劇ファンの落語家・春風亭三朝と、活動写真弁士・坂本頼光が「見たい!知りたい!聞きたい!」で取り上げた作品の見どころをプレゼンする。スタジオコーナー。第141回から実施。
- 江戸三百藩献上品探訪

江戸時代に存在した三百もの藩から毎回ひとつの藩を取り上げて、藩が幕府に納めた献上品の今を紹介する。探訪人（ナレーター）は蟹江一平。VTRコーナー。第141回から実施。
- 時代劇サロン

時代劇の世界で活動する様々な人物を招き、ゆっくりとその人の世界を味わう空間。第142回から実施。最初のゲストは千葉真一。
- すぅちゃんの江戸文化に触れよう！

番組アシスタントの森田涼花が、番組の監修を務める歴史家の菅野俊輔とともに、時代劇の中で描かれる「江戸文化」について学ぶコーナー。スタジオを飛び出してのロケもある。第148回から不定期実施。
終了したコーナー
- 築山可奈のロケ地はここカナ

築山が時代劇のロケ地を訪ねる。「見たい!知りたい!聞きたい!」からの派生企画。第66回より不定期実施。
- 今週の成敗 / 今週の見どころ

番組の終わりにエンドロールに合わせて、今週放送の作品の中から“成敗”のシーンをまとめた映像が流される。往年のテレビ番組『プロ野球ニュース』の名物コーナー「今日のホームラン」に倣ったもの。BGMは本家と同じジェームス・ラスト・バンドの「Vibrations」。なお、「今週の成敗」は2013年3月最終週の放送を以て終了し、続く4月第1週の放送からは、その週に放送される（またはその週から放送開始する）複数の番組のシーンをハイライト形式で紹介する「今週の見どころ」が始まった。
- 藤沢日和

時代劇専門チャンネルのオリジナル時代劇シリーズ『藤沢周平 新ドラマシリーズ』と連動した、期間限定コーナー。全12回。俳優の高橋光臣が、藤沢周平作品に登場する架空の藩「海坂藩」のモデルとなった旧庄内藩（現・山形県鶴岡市）の原風景をたどりつつ、藤沢作品の根底に流れるテーマ等を深く追求していく。また、高橋本人による藤沢作品の一部を朗読する場面もある。なお、同コーナーは『オニワバン!』での最終回放送後に、2015年2月7日の『果し合い』放送の1週間前から月曜から木曜の『日替り長編アワー』終了後に3回ずつ放送された他、『果し合い』放送前日にも何回かに分けて一挙放送された。

## テーマ曲
「旅はつづいていく」（作詞・作曲：蟹江一平）
弾き語りが特技の蟹江一平が当番組からの事前依頼に応えて番組オリジナルソングを作曲。第153回（2015年10月18日O.A.）にスタジオゲスト出演した際、生演奏で初披露された。以後、番組エンディングテーマとして採用される。最終回のエンディングに、本人によるフルコーラスバージョンがスタジオで生演奏された。

## 特別番組
- 『時代劇ニュース オニワバン！「桃太郎侍」スペシャル』
  - 放送日時：2014年6月7日（土）19:00 - 20:00
  - 出演：えなりかずき、築山可奈、能村庸一  / ゲスト：高橋英樹 / 峰蘭太郎、野川由美子 / VTR：高橋真麻
  - 放送内容：5月1日に東京・日本橋公会堂で行われた公開収録の模様を放送。“桃太郎侍 誕生秘話”や“桃太郎侍 豆知識”と題し、派手な衣装や数え歌の誕生秘話、殺陣シーンの合計時間と斬った人数などが関係者の証言VTRとともに紹介された。会場にはサプライズゲストとして野川が登場、思い出話を披露。さらに番組で募集していた「オリジナル数え歌大賞」は、高橋自ら選考して大賞が発表された。
  - スタッフ：構成：ほりゆーすけ、演出：山田康一、西山隆史、原田雅樹、岩松正巳、演出補：相馬祐太、長澤真彩、総合演出：植竹克之、監修：小野原和宏、P、プロデュース（レギュラーと同じ）

- 『7月1日「テレビ時代劇の日」記念 生中継！時代劇まつりin巣鴨 オニワバン！スペシャル』
  - 放送日時：2014年7月1日（火）15:00 - 16:00
  - 出演：えなりかずき、築山可奈、能村庸一  / ゲスト：中村梅雀、福士誠治 / 中継：福井謙二、松村邦洋、東島衣里
  - 放送内容：「テレビ時代劇の日」を記念して同チャンネルと巣鴨地蔵通り商店街振興組合が「時代劇まつりin巣鴨」を開催。オリジナル時代劇『闇の狩人』制作を祈願して主演の中村梅雀と福士誠治が商店街を練り歩く目玉イベントを公開生中継した。松村と東島アナの現場リポートのあと、福井アナによる実況で“お練り”がスタート。えなり達が待つ特設ステージに到着後、『闇の狩人』についてトーク、最後に2人の飴撒きで番組は終了した。番組前半のVTRコーナーでは時代劇キャラクターと巣鴨のゆかりを紹介後、「巣鴨地蔵通り商店街100人に聞いた!テレビ時代劇作品人気ランキング」を放送した。

- 『時代劇ニュース オニワバン！放送100回記念“闇の狩人”スペシャル』
  - 放送日時：2014年9月29日（月）10:00 - 11:00
  - 出演：えなりかずき、築山可奈、能村庸一  / ゲスト：中村梅雀、風吹ジュン、福士誠治、津川雅彦
  - 放送内容：放送100回記念で放送時間を拡大したレギュラー放送。初めは、いつもと同じスタジオパート。「オニワバン100回の軌跡」と題して、これまでの放送をダイジェストVTRで振り返る。次の「『闇の狩人』出演者インタビュー完全版」は別撮りで、俳優のみが出演。各々くじ引きで引いたお題の話をする“やみくじ”という企画で撮影秘話が語られる。最後は再びスタジオパート。「時代劇川柳」の番外編「『闇の狩人』川柳」で、出演者3人がそれぞれ一句を選考して発表した。

- 『時代劇ニュース オニワバン！新春スペシャル』
  - 放送日時：2015年1月1日（木）11:30 - 12:20
  - 出演：えなりかずき、築山可奈、能村庸一  / ゲスト：本田博太郎、高橋光臣、京本政樹（出演順） / 鏡味仙三郎、鏡味仙成
  - 放送内容：出演者3人のそれぞれ“いま会いたい俳優”をゲストに迎えて、3人の見たい・聞きたい・知りたいを叶える特別編。えなりは本田、能村は高橋、築山は京本を選び、会いたい理由を語った。ゲストは時代劇への想い、撮影秘話などを語り、最後に2015年の一字を色紙にしたためた。トークパートの合間には鏡味仙三郎社中の曲芸が披露された。いつものスタジオを飛び出して全編が古民家でのロケ撮影。
  - スタッフ：協力：エムズハウス、演出：植竹克之、演出補：長澤真彩、監修：小野原和宏、P、AP、プロデュース（レギュラーと同じ）

- 『NOTTV開局特番』
  - 放送日時：2015年4月1日（水）6:00 - 6:05
  - 出演：えなりかずき、森田涼花、能村庸一
  - 放送内容：同チャンネルのNOTTVでの放送開始を記念する、開局1発目のミニ番組。サービス内容の説明のあと、高橋英樹、本田博太郎、福本清三、松平健のお祝いメッセージが読み上げられた。いつもと同じスタジオで撮影。

- 『生中継！時代劇専門チャンネル夏祭り オニワバン！スペシャル』
  - 放送日時：2015年7月19日（日）11:00 - 11:15、12:02 - 12:20、13:06 - 13:35、14:24 - 14:30、15:19 - 15:40、16:28 - 17:00
  - 出演：えなりかずき、森田涼花、能村庸一 / アシスタント：松村邦洋、小池亮介 / ゲスト：京本政樹、西郷輝彦、小林綾子（出演順） / 中継：二瓶永莉、劇団すごろく / VTR：松平健
  - 放送内容：「時代劇まつりin有楽町」の模様を公開生中継で6回にわけて放送。各回タイトルは、#1オープニング、#2土田晃之×京本政樹 時代劇トーク、#3京本政樹、#4時代劇まつりin有楽町 中継リポート、#5西郷輝彦、#6小林綾子。東京交通会館12Fダイヤモンドホールにて公開放送。時代劇キャラクターに扮装した松村と小池の寸劇のあと、ゲストの時代劇俳優を呼び込み、それぞれの出演作『必殺仕事人V・激闘編』『闇を斬る!大江戸犯科帳』『剣客商売』についてトーク。有楽町駅前広場で開催中のイベントをリポート。
  - スタッフ：東京交通会館、エージーエーコーポレーション、あろゑプロジェクト、制作協力：共同テレビジョン、トリプルエイ・コミュニケーションズ

- 『時代劇専門チャンネル夏祭り オニワバン！スペシャル 総集編』
  - 放送日時：2015年7月25日（日）16:00 - 17:00
  - 放送内容：7月19日放送の特番を1時間（実質53分）にまとめたダイジェスト版。

## スタッフ
10分版
- ナレーター：石川ひろあき
- カメラ：猪俣芳郎、中島大樹、吉永直矢、小笠原弘典、堅岩功、谷口敦俊、松永拓也
- SW：山根宏之、吉永直矢、中島大樹、猪俣芳郎、小笠原弘典、田中雅美
- VE：田中信幸、小貫毅、上野篤史
- 音声：本山靖子、鈴木香緒里
- 音効：保倉俊一
- 照明：林広一、相沢敦、坂本心、蔵重亮、磯部大和、村岡春彦
- EED：堀島里奈、三ツ井章文、奥村克利、毛利哲也、近藤麻里子、櫛引芽寿美
- MA：緒方美奈、藤井啓介、道淵進、塩釜亮平、細川健太郎、上松紗弓
- 美術：鈴木浩二、岡島正浩
- 編集：三ツ井章文
- イラスト：青木恵子、北川亜寿美、上村恵子
- プロデュース：河田隆司、相馬祐太（#77-99）、長澤真彩（#99-120）、甲田沙希（#121-140）
- AP：山田康一
- 演出補：近江谷シャイアン
- 演出：植竹克之、和田健佑（#35-）
- プロデューサー：古村昌徳
- 制作協力：共同テレビジョン
- 制作著作：時代劇専門チャンネル

45分版
- 構成：ペリー荻野、島田亮
- ナレーター：石川ひろあき
- イラスト：品田紗桜里、彦坂みちる
- CG：GASP
- 協力：TACS ODAIBA STUDIO
- 監修：菅野俊輔
- 演出補：甲田沙希、小池亮太郎
- ディレクター：和田健佑、山田康一、相馬祐太、石井哲也、伊藤仟夜里（#145-）、畠山拓真（#151-）
- 演出：植竹克之
- AP：安藤睦希
- プロデューサー：古村昌徳、
- プロデュース：小野田光美、河田隆司
- 制作協力：共同テレビ
- 制作著作：時代劇専門チャンネル

## リピート放送について
リピート放送は基本的に土曜日朝10時からであるが、これ以外に定時番組終了後の穴埋めとして、この番組のリピート放送が放送される事がある。